# دوبار شلیک کن
دوبار شلیک کن (انگلیسی: Shoot Twice) یک وسترن اسپاگتی به کارگردانی ناندو چیچرو و نقش‌آفرینی کلاوس کینسکی و آنتونیو ساباتو سینیور است که در سال ۱۹۶۹ منتشر شد.

## گزیدهٔ بازیگران
- کلاوس کینسکی
- آنتونیو ساباتو سینیور
- کریستینا گالبو
- خوزه کالوو
- اِما بارون
- لیندا سینی
- نارسیسو ایبانیس منتا
- گاستونه پسکوچی
- میلو کسادا